# حق الوصول إلى المعلومات العامة في صربيا

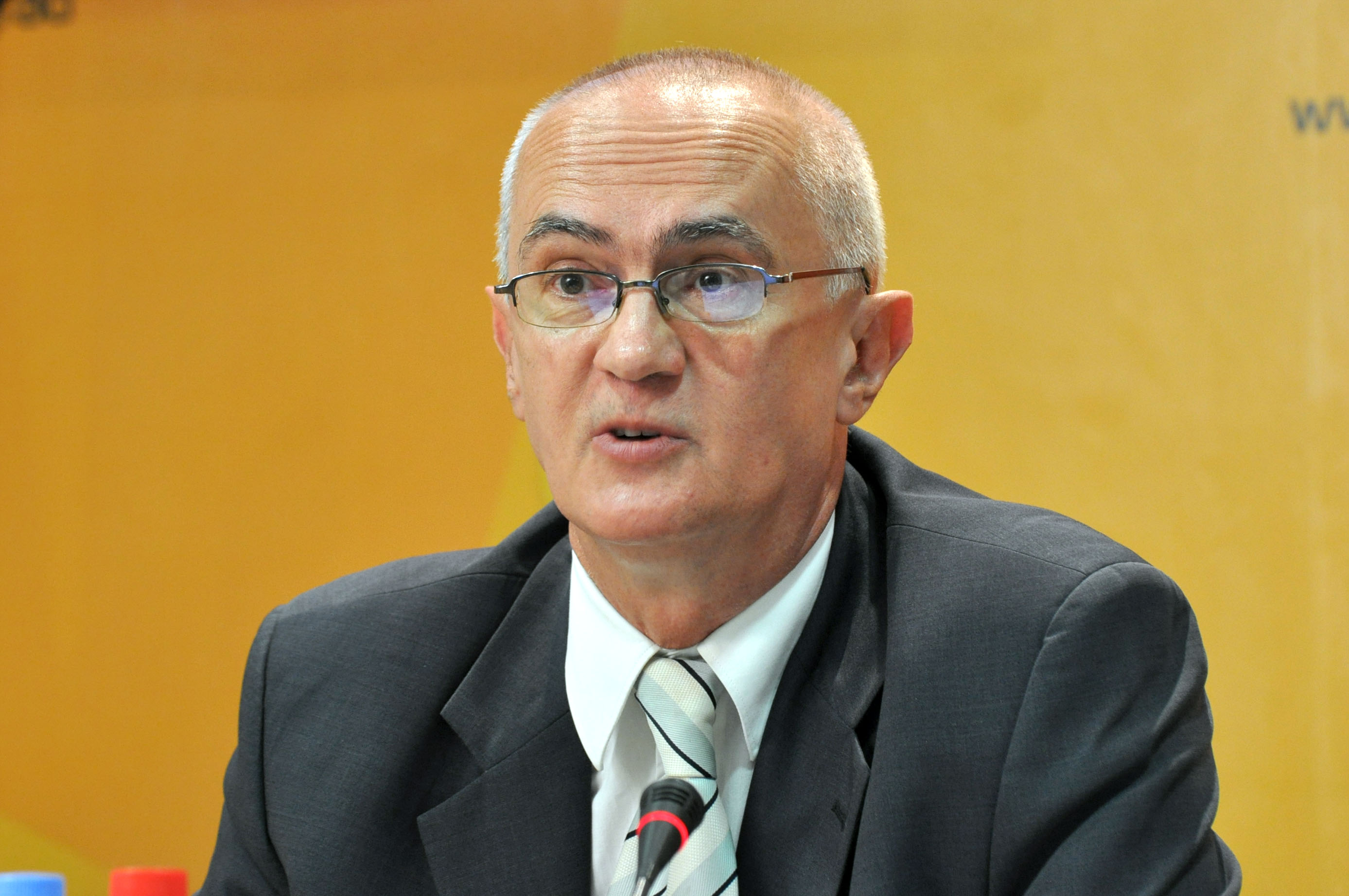
Rodoljub abić ، مفوض المعلومات وحماية البيانات الشخصية

الوصول إلى المعلومات العامة وحرية المعلومات (FOI)، يشير إلى حق الوصول إلى المعلومات التي تحتفظ بها الهيئات العامة المعروفة أيضًا باسم «الحق في المعرفة». يعد الوصول إلى المعلومات العامة ذا أهمية أساسية للتشغيل الفعال للأنظمة الديمقراطية، لأنه يعزز مساءلة الحكومات والموظفين العموميين، ويعزز مشاركة الناس، ويسمح بمشاركتهم المستنيرة في الحياة العامة. الفرضية الأساسية للحق في الوصول إلى المعلومات العامة، هي أن المعلومات التي تحتفظ بها المؤسسات الحكومية هي مبدئيًا عامة، ويمكن إخفاؤها فقط على أساس أسباب مشروعة ينبغي تفصيلها في القانون.
في صربيا، الوصول إلى المعلومات العامة مكفول في الدستور، ومحمي بموجب قانون الوصول المجاني إلى المعلومات ذات الأهمية العامة المعتمد في 2003، والمعدل في 2007 و2009. نطاق الحق يستلزم أن لكل فرد في صربيا الحق في الوصول للمعلومات ذات الأهمية العامة والإبلاغ إن كانت السلطات العامة تمتلك معلومات محددة، وإن كانت هذه المعلومات متاحة بالفعل، وللحصول على نسخة من المعلومات المطلوبة. مفوض المعلومات ذات الأهمية العامة وحماية البيانات الشخصية هو السلطة المخولة قانونًا لمراقبة احترام الالتزامات التي ينص عليها هذا القانون.

## الإطار القانوني
تعد صربيا من بين الدول التي تتمتع بأفضل إطار تنظيمي فيما يتعلق بالوصول إلى المعلومات ذات الصلة العامة: التصنيف العالمي للحق في المعلومات، الذي جرى تجميعه بوساطة AccessInfo للمنظمات غير الحكومية، ومركز القانون والديمقراطية، يصنف الدولة في المرتبة الثانية في تصنيفها العالمي لتقييم جودة الأطر التشريعية التي تنظم حرية المعلومات في جميع أنحاء العالم.
يجري تعريف الحق في الوصول إلى المعلومات العامة في المادة 51 من دستور صربيا، التي تنص على حق كل فرد في أن يكون على علم بالقضايا ذات الأهمية العامة والالتزام الناشئ عن هيئات الدولة، والمنظمات العامة بضمان الوصول إلى هذه المعلومات.
يُترجم الحق في الوصول إلى المعلومات ذات الأهمية العامة إلى قانون وطني بموجب قانون الوصول المجاني إلى المعلومات ذات الأهمية العامة المعتمد في عام 2003، والمعدل في عامي 2007 و2009.
يتم تقدير نطاق القانون بنحو إيجابي، خاصةً أنه يوسع الحق في الوصول إلى المعلومات لجميع الأشخاص الطبيعيين، بصرف النظر عن جنسيتهم أو إقامتهم المؤقتة أو الدائمة في البلاد.
علاوة على ذلك، ينطبق الحق في الوصول إلى المعلومات على الهيئات التنفيذية والتشريعية والقضائية والمؤسسات المملوكة للدولة، وكذلك السلطات العامة الأخرى والهيئات الخاصة، التي تؤدي وظيفة عامة أو التي تتلقى تمويلًا عامًا كبيرًا، وهي ملزمة أيضًا بالكشف عن معلومات الجمهور (المادة 3).
يجب تقديم الطلبات في شكل كتابي، دون الحاجة إلى أن يحدد مقدم الطلب سبب الطلب. يجب على السلطة العامة الرد دون تأخير وفي غضون 15 يومًا على الأكثر.  إذا كانت المعلومات المطلوبة تنطوي على عواقب على حماية حياة الشخص أو حريته والصحة العامة والبيئة، يجري تقليل الفترة الزمنية المتاحة للسلطات إلى 48 ساعة.
في الحالات التي يحتوي فيها المستند على معلومات ليس للجمهور مصلحة مشروعة في معرفتها، يحق لمقدم الطلب الوصول إلى أجزاء أخرى من المستندات.
تجري تحديد القيود المفروضة على الحق في الوصول إلى المعلومات في المادة 9 من القانون، التي تنص على أن القيد المشروع قد ينشأ إذا كانت المعلومات المطلوبة تعرض حياة الشخص أو صحته أو سلامته أو أي مصلحة حيوية أخرى للخطر؛ إذا كان يعيق عمل القضاء. إذا كان يهدد الدفاع الوطني أو السلامة الوطنية والعامة أو العلاقات الدولية أو قدرة الحكومة على إدارة العمليات الاقتصادية الوطنية. أخيرًا، يجري استبعاد المعلومات السرية من اليمين.
السلطة المسؤولة عن مراقبة احترام القانون هي مفوض المعلومات ذات الأهمية العامة المفوض هو هيئة استئناف مستقلة من المستوى الثاني: إذا لم تستجب سلطة عامة للطلب خلال الموعد النهائي، يجوز لمقدم الطلب تقديم شكوى إلى المفوض، باستثناء الحالات المنصوص عليها في هذا القانون (المادة 16).
يحق للمفوض بموجب القانون إصدار قرارات بشأن القضايا المتنازع عليها، وينبغي أن تنفذ حكومة جمهورية صربيا قراراته إذا لزم الأمر (المادة 28). اقتراح لجنة الإعلام بالمجلس الوطني. شغل منصب مفوض المعلومات منذ عام 2004 من قبل Rodoljubabić  الذي تم تعيينه لفترة أولية مدتها 7 سنوات، ثم أعيد انتخابه في عام 2011.
بصرف النظر عن فحص الشكاوى الفردية المتعلقة بانتهاكات الحق في الوصول الحر إلى المعلومات، يتناول المفوض أيضًا طلبات المواطنين يسأل عن كيفية ممارسة حقهم في المعلومات، ويقدم إلى سلطات الدولة آراء حول تنفيذ القانون، ودورات تدريبية لتنفيذ القانون، ويشارك في الأنشطة المتعلقة بعملية الانضمام إلى الاتحاد الأوروبي.
لقد لوحظ أن تقييدًا كبيرًا للحق المنصوص عليه في الدستور يرجع إلى القيود المطبقة على مقبولية الشكاوى ضد قرارات الدرجة الأولى: لا يمكن قبول الشكوى إذا «قدمت ضد قرارات الجمعية الوطنية، رئيس  الجمهورية وحكومة جمهورية صربيا والمحكمة العليا لصربيا والمحكمة الدستورية والمدعي العام للجمهورية». (المادة 22).